# ألكسندر ماركوف (لاعب كرة قدم روسي)
الكسندر ماركوف (بالروسية: Александр Юрьевич Макаров)‏ (24 أبريل 1996 بييرشوف في روسيا - ) هو لاعب كرة قدم روسي في مركز الوسط. لعب مع بالتيكا كالينينغراد ونادي سيسكا موسكو.

## وصلات خارجية
- الكسندر ماركوف على موقع الاتحاد الأوربي (الإنجليزية)
- الكسندر ماركوف على موقع قاعدة بيانات كرة القدم.إي يو (الإنجليزية)
- الكسندر ماركوف على موقع Soccerway.com (الإنجليزية)